# Ridge Farm, Illinois
Ridge Farm là một làng thuộc quận Vermilion, tiểu bang Illinois, Hoa Kỳ. Năm 2010, dân số của làng này là 882 người.

## Dân số
Dân số qua các năm:
- Năm 2000: 912 người.
- Năm 2010: 882 người.